# The Horn Book Magazine
Il The Horn Book Magazine è la più antica rivista bimestrale di recensioni relative ai libri per ragazzi, fondata a Boston nel 1924.
Inizialmente era una lista di acquisti consigliati, preparata da Bertha Mahony Miller e da Elinor Whitney Field, proprietarie della prima libreria statunitense specializzata nella letteratura giovanile, che fu aperta a Boston nel 1924 su iniziativa dell'organizzazione locale Women's Educational and Industrial Union.
Quando la libreria fu chiusa dopo dieci anni di attività, la rivista continuò a pubblicare un numero ogni bimestre, nel quale i lettori trovavano notizie e tendenze della letteratura giovanile, saggi di autori e artisti, recensioni di nuovi titoli o di ristampe. I contenuti erano curati sia dai redattori che da ospiti esterni al periodico, quali: bibliotecari, insegnanti, storici e librai.
Il numero di gennaio-febbraio conteneva i discorsi dei vincitori del Boston Globe–Horn Book Award, premio letterario conferito annualmente insieme al The Boston Globe a partire dal '67. 

Il numero di luglio-agosto presentava i discorsi dei vincitori della Medaglia Newbery e della Medaglia Caldecott. Il numero di dicembre conteneva la Fanfare list, una selezione annuale dei migliori per ragazzi e per adulti, curata dall'editore e pubblicata ininterrottamente, ad eccezione di due periodi: durante la Seconda Guerra Mondiale, e dal '55 al '58.
Due volte all'anno, il supplemento chiamato The Horn Book Guide recensiva con un punteggio da 1 a 6 praticamente qualsiasi libro per ragazzi distribuito negli Stati Uniti.
The Horn Book Magazine fu acquisito nel 2009 dalla casa editrice Media Source Inc. (MSI), proprietaria del Junior Library Guild, Library Journal e del School Library Journal dal 2010.